# Нова-Эсперанса-ду-Судуэсти
Нова-Эсперанса-ду-Судуэсти (порт. Nova Esperança do Sudoeste) — муниципалитет в Бразилии, входит в штат Парана. Составная часть мезорегиона Юго-запад штата Парана. Входит в экономико-статистический микрорегион Франсиску-Белтран. Население составляет 5156 человек на 2006 год. Занимает площадь 208,472 км². Плотность населения — 24,7 чел./км².

## История
Город основан 19 марта 1992 года.

## Статистика
- Валовой внутренний продукт на 2003 год составляет 47 217 775,00 реалов (данные: Бразильский институт географии и статистики).
- Валовой внутренний продукт на душу населения на 2003 год составляет 9075,11 реалов (данные: Бразильский институт географии и статистики).
- Индекс развития человеческого потенциала на 2000 год составляет 0,722 (данные: Программа развития ООН).

## География
Климат местности: субтропический. В соответствии с классификацией Кёппена, климат относится к категории Cfa.